# Пожарникарско куче
„Пожарникарско куче“ (на английски: Firehouse Dog) е американски семеен филм от 2007 г., продуциран от Regency Enterprises и е разпространен от 20th Century Fox. Режисиран от Тод Холанд, във филма участват Джош Хъчърсън, Брус Грийнууд, Даш Михок, Стивън Кълп и Бил Нън. Филмът е пуснат на 6 април 2007 г. в САЩ.
Филмът е заснет в Торонто и Хамилтън, Онтарио.

## Актьорски състав
| Актьор           | Роля                 |
| ---------------- | -------------------- |
| Джош Хъчърсън    | Шейн Фейхи           |
| Брус Грийнууд    | Капитан Конър Фейхи  |
| Даш Михок        | Трей Фалкън          |
| Стивън Кълп      | Закари Хейдън        |
| Бил Нън          | Джо Мусто            |
| Бри Търнър       | Лиз Кноулс           |
| Скоч Елис Лоринг | Лайнъл Брадфорд      |
| Мейте Гарсия     | Пеп Клементе         |
| Теди Сиърс       | Терънс Кан           |
| Клодет Минк      | Капитан Джеси Пресли |
| Хана Лохнър      | Джазмин Пресли       |
| Мат Кук          | Корбин Селарс        |
| Шейн Дейли       | Бър Болдуин          |
| Ранди Тригс      | Капитан Марк Фейхи   |

## В България
В България филмът е пуснат на DVD от Александра Видео на 4 октомври 2007 г.
На 19 декември 2010 г. е излъчен по bTV с български дублаж. Екипът се състои от:
| Озвучаващи артисти  | Десислава Знаменова Христина Ибришимова Силви Стоицов Камен Асенов Христо Узунов |
| Преводач            | Луиза Топузян                                                                    |
| Тонрежисьор         | Галина Наумова                                                                   |
| Режисьор на дублажа | Албена Павлова                                                                   |

На 7 септември 2012 г. се излъчва и по каналите на „Нова Броудкастинг Груп“ с втори български дублаж на Диема Вижън, чийто име не се споменава. Екипът се състои от:
| Озвучаващи артисти  | Петя Миладинова Силвия Русинова Даниела Сладунова Георги Георгиев-Гого Димитър Иванчев Александър Воронов |
| Преводач            | Саша Добрева                                                                                              |
| Тонрежисьор         | Димитър Кукушев                                                                                           |
| Режисьор на дублажа | Димитър Кръстев                                                                                           |